# Parohinka morona
Parohinka morona är en insektsart som beskrevs av Webb 1981. Parohinka morona ingår i släktet Parohinka och familjen dvärgstritar. Inga underarter finns listade i Catalogue of Life.